# Mario Massai
Mario Massai (Pisa, 1892 – contrafforti del Mogador, 22 dicembre 1939) è stato un giornalista, aviatore e militare italiano, specializzato in reportage di carattere aviatorio per conto del Corriere della Sera, fu decorato con due Medaglie d'argento al valor militare per il valore dimostrato durante il corso della Guerra d'Etiopia. Dopo aver descritto alcune fasi della guerra civile spagnola, perse la vita in un incidente aereo mentre prendeva parte a un collegamento aereo sperimentale Brasile-Italia, quando il velivolo da trasporto Savoia-Marchetti S.M.83, appartenente alla compagnia Linee Aeree Transcontinentali Italiane sul quale viaggiava, precipitò sulle montagne dell’Atlante.

## Biografia
Nacque a Pisa nel 1892, figlio di Alberto e Elisabetta Portinari. Combatte durante il corso della prima guerra mondiale, distinguendosi come tenente di complemento del 130º Reggimento fanteria nel giugno 1918 durante la battaglia del solstizio, dove fu decorato con la prima Medaglia d'argento al valor militare. Dopo la laurea in giornalismo andò a lavorare presso il quotidiano milanese Corriere della Sera, ed appassionatosi al mondo dell'aviazione iniziò a scrivere articoli di carattere aeronautico.
L'11 gennaio 1930, dopo un viaggio in nave organizzato dal generale di brigata aerea Aldo Pellegrini, attese a Bahia insieme al nipote di Italo Balbo, Lino, ed ai giornalisti Adone Nosari, Nello Quilici, Ernesto Quadrone, Michele Intaglietta e Luigi Freddi, l’arrivo degli idrovolanti Savoia-Marchetti S.55 al comando di Balbo che avevano sorvolato l’Atlantico meridionale, imbarcandosi quindi sugli aerei che proseguirono per Rio de Janeiro, dove arrivarono il giorno 15.
Ottenne il brevetto di pilota presso la Scuola di volo turistico Breda di Milano, e il 19 dicembre 1932 partì a bordo di un velivolo Caproni Ca.105, insieme a Leonida Robbiano e al motorista Battaglia, per compiere il raid Roma-Bolama, arrivandovi il 23 dicembre, in tempo per rendere omaggio ai caduti della crociera transatlantica. Ripartito da Bolama il 29 dicembre, rientrò a Roma il 2 gennaio 1933. Il 3 marzo dello stesso anno si prese un “solenne cappello” da parte del Ministro dell’aviazione Balbo per via del racconto del viaggio a Bolama pubblicato sul Corriere della Sera, che Balbo giudicava infelice.
Partecipò poi al Raduno aereo Sahariano, al Raduno del Littorio e a tutte le edizioni del Giro aereo di Lombardia, e ricoprendo l’incarico di redattore aeronautico del Corriere della Sera,  pubblicò una serie di articoli e saggi di alto contenuto divulgativo.
Nel corso del 1935 partì per seguire lo svolgimento della guerra d'Etiopia volando a bordo di un velivolo da collegamento e ricognizione Breda Ba.39 di colore rosso, ed arrivando a dare la notizia della conquista di Neghelli addirittura in anticipo sul Bollettino di guerra emesso dallo Stato maggiore del Regio Esercito.
Nel 1937 partì per seguire per conto della rivista L’Ala d’Italia le vicende della guerra civile spagnola, utilizzando ancora un proprio velivolo, nonostante l’attiva presenza della caccia repubblicana nelle aree in cui volava.
Scomparve in un incidente aereo nel dicembre 1939, dopo lo scoppio della seconda guerra mondiale. Inviato con altri due colleghi brasiliani a seguire un tentativo di collegamento aereo tra il Brasile e l’Italia, l’aereo da trasporto Savoia-Marchetti S.M.83, appartenente alla compagnia Linee Aeree Transcontinentali Italiane sul quale viaggiava precipitò sulle montagne dell’Atlante.
Nel gennaio 1940 la rivista L'Ala d’Italia gli intitolò un premio letterario, che nel 1941 fu riservato ai corrispondenti di guerra, e nel 1942 ad un romanzo di carattere aeronautico. 
Dopo la fine della guerra i soci fondatori dell'Unione giornalisti aerospaziali italiani (UGAI) elevarono il premio a simbolo della categoria. Tra i premiati più famosi vi è Dino Buzzati, vincitore per le sue corrispondenze dagli Stati Uniti durante la missione Apollo 11 che portò l’uomo sulla Luna.

## Famiglia
Figlio di Alberto Massai, sposò Jole Piano di 8 anni più anziana, con la quale ebbe due figlie: 
Elisa Vittoria e Carla